# Liste der Einträge im National Register of Historic Places im Yukon-Koyukuk Census Area
Die Liste der Einträge im National Register of Historic Places im Yukon-Koyukuk Census Area führt alle Bauwerke und historischen Stätten im Yukon-Koyukuk Census Area des US-Bundesstaates Alaska auf, die in das National Register of Historic Places aufgenommen wurden.

## Anvik
- Christ Church Mission

## Arctic Village
- Mission Church (Arctic Village)

## Bettles
- Bettles Lodge

## Central
- Central House

## Circle
- Coal Creek Historic Mining District

## Denali National Park and Preserve
- Ewe Creek Ranger Cabin No. 8
- Igloo Creek Cabin No. 25
- Lower East Fork Ranger Cabin No. 9
- Lower Toklat River Ranger Cabin No. 18
- Lower Windy Creek Ranger Cabin No. 15
- Moose Creek Ranger Cabin No. 19
- Mount McKinley National Park Headquarters District
- Riley Creek Ranger Cabin No. 20
- Sanctuary River Cabin No. 31
- Sushana River Ranger Cabin No. 17
- Toklat Ranger Station-Pearson Cabin No. 4
- Upper East Fork Cabin No. 29
- Upper Toklat River Cabin No. 24
- Upper Windy Creek Ranger Cabin No. 7

## Eagle
- Ed Beiderman Fish Camp
- Frank Slaven Roadhouse
- George McGregor Cabin
- Woodchopper Roadhouse

## Fort Yukon
- Old Mission House
- Sourdough Inn

## Gold Creek
- Susitna River Bridge

## Lignite
- Dry Creek Archeological Site

## Nenana
- Nenana Depot
- Tolovana Roadhouse

## Nikolai
- Presentation of Our Lord Chapel

## Ruby
- Ruby Roadhouse

## Tanana
- Tanana Mission

## Toklat
- Teklanika Archeological District